# サンデーみか 〜Mika's MUSIC MUSEUM〜
サンデーみか 〜Mika's MUSIC MUSEUM〜（サンデーみか ミカズ・ミュージック・ミュージアム）は、CBCラジオで、日曜日の午前から午後まで放送されていた音楽番組。2009年4月12日放送開始、2012年3月25日放送終了。後番組は『小堀勝啓の新栄トークジャンボリー』。

## 概要
メインパーソナリティーの渡辺美香（CBCアナウンサー）が、日曜の朝から午後にかけて聴きやすい音楽や週末の地元情報などを放送していたラジオ番組。

## 放送時間
- 毎週日曜日 9:00 - 15:00（JST）
  - デーゲーム中継（CBCドラゴンズスペシャル）や特別番組の放送がある場合は短縮された。

## パーソナリティ
- 渡辺美香
  - ちなみに、本人がお休み（取材の理由など）の時は、沢朋宏がピンチヒッター役として務めている。

## 内包番組
- ことばのたまてばこ(9:45-9:58)
- MiNoの幸せ時間(11:30-11:40)
- チビッコ作文教室(12:10-12:20)
- NLApresents ゆきねえと考えよう! 親子のキズナ応援ラジオ(12:30-12:45)
- ミュージックギフト〜音楽・地球号(13:00-13:30)※文化放送制作（ナイターイン時のみ）

| CBCラジオ 日曜 9:00 - 15:00 | CBCラジオ 日曜 9:00 - 15:00                                          | CBCラジオ 日曜 9:00 - 15:00      |
| 前番組                      | 番組名                                                               | 次番組                           |
| --------------------------- | -------------------------------------------------------------------- | -------------------------------- |
| 神山里美のホッとna日曜      | サンデーみか 〜Mika's MUSIC MUSEUM〜 (2009年4月12日 - 2012年3月25日) | 小堀勝啓の新栄トークジャンボリー |